# Dva kapitana
Dva kapitana (Два капитана) è un film del 1955 diretto da Vladimir Jakovlevič Vengerov.